# Georg Bernhardt (General)
Georg Bernhardt (* 5. November 1936 in Nieder-Beerbach heute Mühltal) ist ein Generalmajor außer Dienst des Heeres der Bundeswehr und war zuletzt stellvertretender Befehlshaber des Heeresführungskommandos, Kommandeur der Truppen Oberste Bundeswehrführung und Heeresführungstruppen in Koblenz. Er kommandierte 1993 den ersten bewaffneten Auslandseinsatz der Bundeswehr im Rahmen der United Nations Operation in Somalia II.

## Leben

### Ausbildung und erste Verwendungen
Bernhardt trat nach dem Abitur 1957 in die Bundeswehr ein und durchlief als Offizieranwärter die Offizierausbildung zum Offizier des Truppendienstes. Es folgten Verwendungen als Zugführer, S1-Offizier (Personal), Kompaniechef und Ordonnanzoffizier.

### Dienst als Stabsoffizier
Von 1967 bis 1969 absolvierte Bernhardt im 10. Generalstabslehrgang Heer an der Führungsakademie der Bundeswehr in Hamburg die Ausbildung zum Offizier im Generalstabsdienst. Danach war er 
G4 (Logistik) einer Panzerbrigade und Referent im Führungsstab des Heeres (Fü H) VI (Heeresplanung) im Bundesministerium der Verteidigung (BMVg) auf der Hardthöhe in Bonn. Er nahm an einem Lehrgang am Armed Forces Staff College in Norfolk, Virginia, Vereinigte Staaten teil und war von 1974 bis 1976 Bataillonskommandeur des Panzerbataillons 293 im Lager Heuberg in Stetten am kalten Markt. Nach einer Verwendung als Referent für Pressearbeit des Inspekteurs des Heeres war er von 1978 bis 1981 Chef des Stabes der 5. Panzerdivision auf Schloss Oranienstein in Diez. Anschließend wurde er stellvertretender Leiter des Presse- und Informationsstabes des BMVg.

### Dienst als General
Vom 1. Oktober 1982 bis 31. März 1985 war Bernhardt Brigadekommandeur der Panzerbrigade 24 in der Schoch-Kaserne in Landshut. Danach war er bis Ende März 1988 Stabsabteilungsleiter Fü H VI (Heeresplanung) im BMVg, bis September 1991 Divisionskommandeur der 1. Luftlandedivision in der Eichelberg-Kaserne in Bruchsal und bis Ende September 1992 stellvertretender Kommandierender General des II. Korps in der Kienlesberg-Kaserne in Ulm. Anschließend war er stellvertretender Kommandierender General des III. Korps in der Boelcke-Kaserne in Koblenz. Als aus dem III. Korps das Heeresführungskommando hervorging, wurde Bernhardt vom 1. April 1994 bis Ende 1994 dessen stellvertretender Befehlshaber, Kommandeur der Truppen Oberste Bundeswehrführung und Heeresführungstruppen in der Falckenstein-Kaserne in Koblenz. Am 14. Dezember 1994 wird er vom Befehlshaber des Heeresführungskommandos, Generalleutnant Klaus Reinhardt, mit einem feierlichen Appell auf dem Flugplatz Mendig in den Ruhestand verabschiedet. Sein Nachfolger wurde Generalmajor Hubert Gosch.
1993 führte er den ersten bewaffneten Auslandseinsatz der Bundeswehr im Rahmen der United Nations Operation in Somalia II. Dessen Beginn kommentierte er mit dem Worten: „Wir sind wieder in der Familie.“

## Privates
Bernhardt ist verheiratet, evangelisch und hat zwei Kinder.
Von 2004 bis 2017 war Bernhardt Präsident des Bundes Deutscher Fallschirmjäger und wurde anschließend Ehrenpräsident. 2006 und 2013 war er zudem Präsident der Union Europäischer Fallschirmjäger.